# Amanouz
 (juillet 2017).
Si vous disposez d'ouvrages ou d'articles de référence ou si vous connaissez des sites web de qualité traitant du thème abordé ici, merci de compléter l'article en donnant les références utiles à sa vérifiabilité et en les liant à la section « Notes et références ».
Amanouz (en tamazight : Amanuz, en arabe : أمانوز) est une tribu berbère de l'Anti-Atlas marocain située au sud d'Agadir à 15 km de Tafraout et 90 km de Tiznit. Elle est composée d'une quarantaine de petits villages.

## Découpage administratif
La commune rurale de la tribu est Tarsouat. Cette commune est rattachée au caïdat d'Ammelen, qui appartient au cercle de Tafraout, au sein de la province de Tiznit.

## Culture

### Festival
- Forums (Amougars)
- Moussem Sidi Issa Ben Saleh (Douar Izerbi)
- Moussem Sidi Abdellah Othmane (Douar Ait Baha)

## Personnalités
- Saâdeddine El Othmani
- Said Bouftass
- Abderrahman Bouftas
- Houcine El Manouzi
- Said Bounailat